# Alfonso I de Este
Alfonso I de Este (Ferrara, 21 de julio de 1476 - ibídem, 31 de octubre de 1534) fue un noble italiano, duque de Ferrara, de Módena y de Reggio, que intervino en las Guerras Italianas en distintos bandos. Por su gran desarrollo y manejo de la artillería se le conoció como el Duca Artigliere, el duque artillero.

## Biografía
Hijo de Hércules I de Este y de Leonor de Aragón, sucedió a su padre como duque de Ferrara, de Módena y de Reggio en 1505. Al año siguiente ordenó ejecutar a sus hermanos Fernando y Julio por haber conspirado contra él.

## Guerras italianas
En 1508 firmó la Liga de Cambrai contra la República de Venecia, que desencadenaría las Guerras Italianas por la supremacía en la península transalpina. Su alianza con Luis XII de Francia permaneció intacta incluso tras la paz que el papa Julio II firmó con Venecia. En 1510, este papa lo excomulgó y declaró ilegítimo su poder sobre el territorio de Ferrara, anexionándolo a los Estados Pontificios. Alfonso con ayuda de Francia luchó contra los ejércitos venecianos y papales, capturando Bolonia y tomó parte en la batalla de Rávena en 1512, donde su decisión de flanquear al ejército hispanoapapal con sus cañones selló la victoria francesa.
En 1518, Alfonso solicitó el apoyo del nuevo rey francés, Francisco I, para obtener la restitución de su feudo de Módena, que los pontífices le negaban. Al no obtenerlo de una manera u otra, tras la muerte de León X se puso al frente de un ejército e hizo la guerra a los Estados Pontificios. En 1526 se unió al bando enemigo de Francia, el de Carlos I de España y V del Sacro Imperio Romano Germánico, que también tenía sus propias razones para castigar al papa Clemente VII en la consiguiente guerra de la Liga de Cognac. Sus cañones causaron la muerte del comandante enemigo, Juan de Médici, y ayudaron accidentalmente a saquear Roma.
Alfonso adquirió el peculiar honor de haber sido excomulgado por tres pontífices diferentes, pero en 1530 Carlos I le devolvió finalmente los ducados de Módena y Regio, obligando a la Santa Sede a reconocerlo.

## Patrón de las artes
Como sus hermanos el cardenal Hipólito e Isabel, Alfonso fue un gran mecenas en su época. Por un encargo suyo, Giovanni Bellini pintó su última gran obra: El festín de los dioses en 1514. También mantuvo una amplia relación con el discípulo de Bellini, Tiziano. En 1529, Alfonso le encargó una de las series mitológicas más populares de su época para la decoración de la Cámara de alabastro (del italiano: Camerino d'alabastro) de su castillo de Ferrara.

## Matrimonios y descendencia
Alfonso I fue padre de un total de once hijos, de los cuales siete llegaron a la edad adulta.
El 12 de enero de 1491 se casó con Ana Sforza (1473-30 de noviembre de 1497), hija de Galeazo María Sforza. De este matrimonio nació y murió un hijo en 1497. Su madre falleció al dar a luz y el recién nacido poco tiempo después.

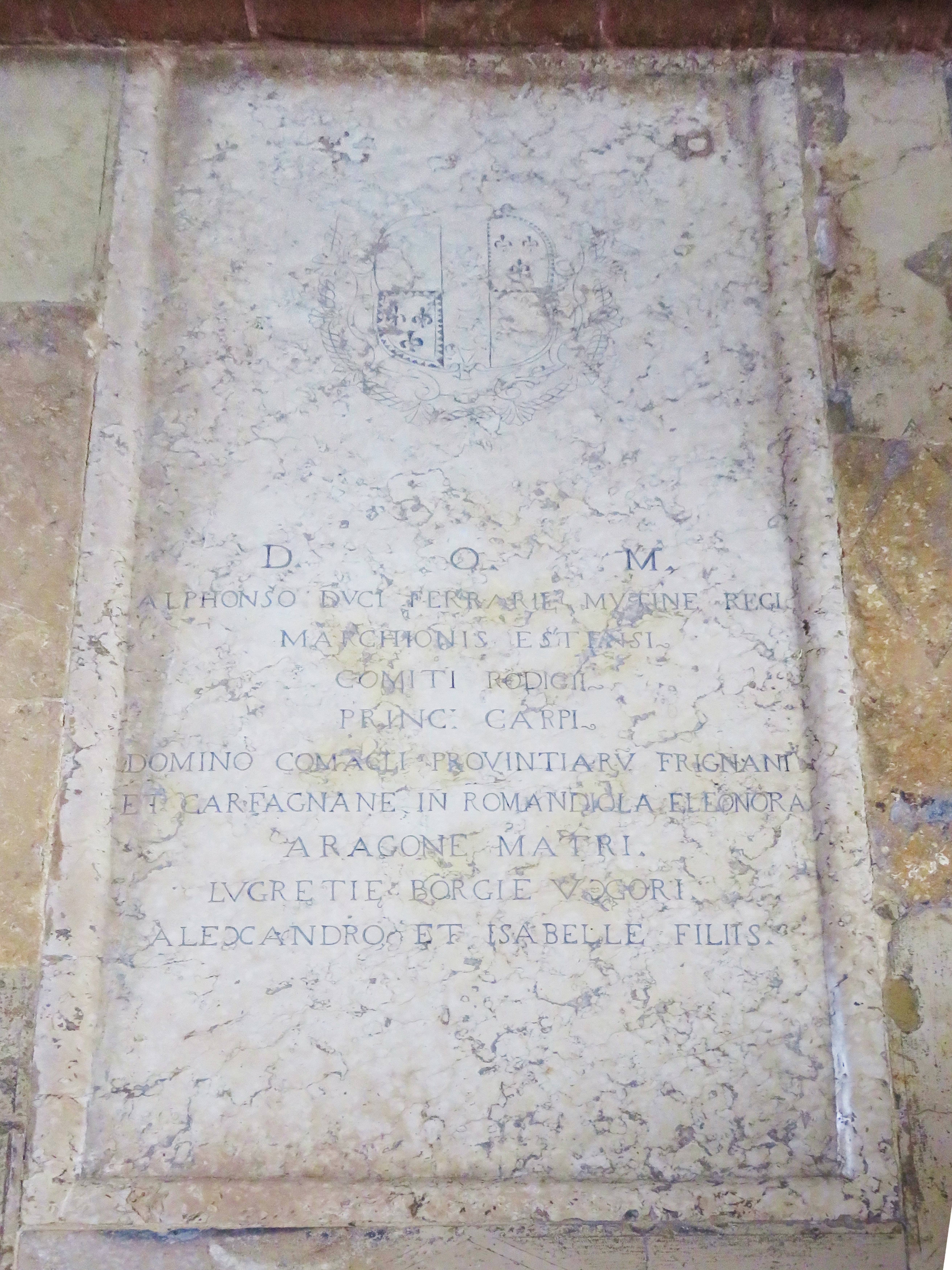
Sepulcro de Alfonso I de Este y Lucrecia Borgia, en Ferrara

Después de enviudar, contrajo matrimonio el 2 de febrero de 1502 con Lucrecia Borgia, hija del papa Alejandro VI. Fueron padres de:
- Una hija, muerta al nacer el 5 de septiembre de 1502
- Alejandro (nació y murió en 1505)
- Hércules (1508-1559).
- Hipólito (1509-1572).
- Alejandro d’Este (abril de 1514- 10 de julio de 1516)
- Leonor (3 de julio de 1515- 15 de julio de 1575).
- Francisco (1 de noviembre de 1516- 22 de febrero de 1578).
- Isabela Maria (nació y murió en 1519)

Un tercer matrimonio con su amante Laura Dianti (quien falleció en 1573) se llevó a efecto con el objetivo de legitimar a sus dos últimos hijos:
- Alfonso (1527-1587), marqués de Montecchio.
- Alfonsino (1530-1547), marqués de Castelnuovo.

| Predecesor: Hércules I | Duque de Ferrara, de Módena y de Reggio 1505-1534 | Sucesor: Hércules II |